# Île d'Orléans
Het Île d'Orléans is een Canadees eiland in de rivierbedding van de Saint Lawrencerivier in de provincie Quebec. Het strekt zich uit ten noordoosten van de gelijknamige provinciehoofdstad.
Met een lengte van 32 kilometer en een breedte tot 8 kilometer is het eiland tamelijk groot en behoort het tot de belangrijkste eilanden in de Saint Lawrence. Île d'Orléans heeft een bevolking van 6900 inwoners. In de zomermaanden verdubbelt de bevolking met de aanwezigheid van toeristen en seizoensarbeiders.
Het eiland is met een brug verbonden met de noordelijke oever van de Saint Lawrence.